# Izaux
Izaux é uma comuna francesa na região administrativa da Occitânia, no departamento dos Altos Pirenéus. Estende-se por uma área de 5.33 km², e possui 201 habitantes, segundo o censo de 2018, com uma densidade de 38 hab/km².